# Robert Bréchon
Robert Bréchon (1920 - 3 de agosto de 2012) fue un poeta, ensayista y diplomático francés.
Realizó sus estudios universitarios en la Universidad parisina de La Sorbona. Ejerció de periodista y fue funcionario del Ministerio de Información francés tras la Segunda Guerra Mundial. Su labor como diplomático le llevó por gran cantidad de ciudades como Río de Janeiro, Lisboa, Londres, Zagreb o Belgrado. En 1962 fue nombrado Director del Instituto Francés de Lisboa.
Como crítico e historiador de la literatura es especialista en Malraux, además del surrealismo y la literatura portuguesa.

## Traducidos al español
Extraño extranjero. Una biografía de Fernando Pessoa, Alianza Editorial, Madrid, 1999.